# Heilig Geist (Beeskow)

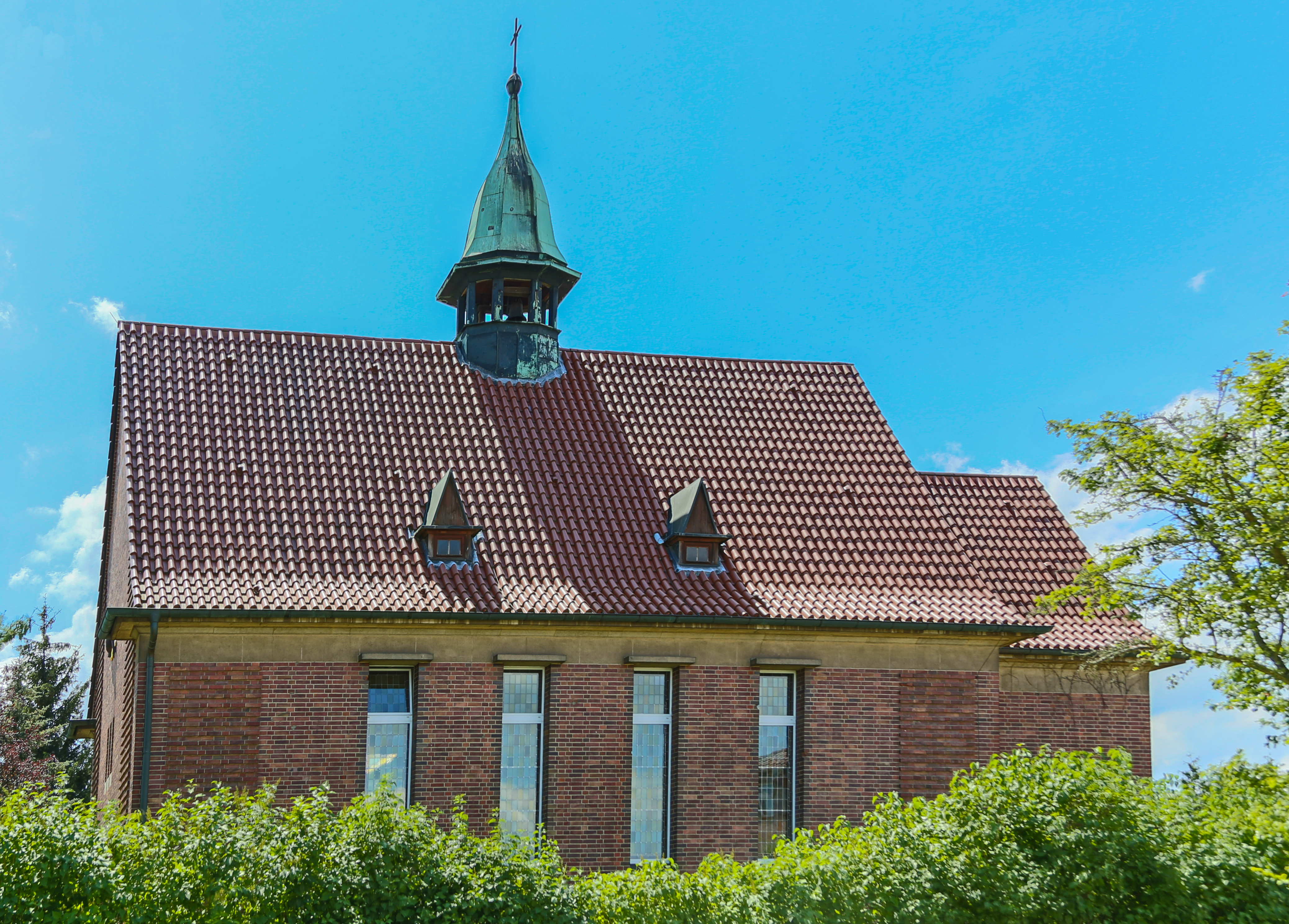
Heilig-Geist-Kirche in Beeskow

Die römisch-katholische Kirche Heilig Geist steht in Beeskow, einer Stadt im Landkreis Oder-Spree von Brandenburg. Die Quasipfarrei gehört zum Dekanat Cottbus-Neuzelle des Bistums Görlitz.

## Beschreibung
Die Saalkirche und das Gemeindezentrum wurden nach einem Entwurf des Architekten Ernst Kopp aus Backstein-Mauerwerk gebaut und am 7. Oktober 1928 eingeweiht. An das Langhaus schließt sich nach Nordwesten ein eingezogener, gerade geschlossener Chor an, nach Südwesten das Gemeindezentrum. Aus dem Satteldach des Langhauses erhebt sich in der Mitte ein achteckiger, offener Dachreiter mit einer Kirchenglocke, der mit einer Glockenhaube bedeckt ist. Die Orgel mit neun Registern, einem Manual und einem Pedal wurde 1985 von der Werkstatt W. Sauer in Frankfurt (Oder) gebaut.